# (1804) Chebotarev
(1804) Chebotarev es un asteroide perteneciente al cinturón de asteroides descubierto por Tamara Mijáilovna Smirnova desde el Observatorio Astrofísico de Crimea, Naúchni, el 6 de abril de 1967.

## Designación y nombre
Chebotarev se designó al principio como 1967 GG.
Más adelante, se nombró en honor del astrónomo soviético Gleb Aleksándrovich Chebotarev (1913-1975), quien fuera director del Instituto de Astronomía Teórica de Leningrado.

## Características orbitales
Chebotarev orbita a una distancia media del Sol de 2,411 ua, pudiendo alejarse hasta 2,464 ua. Su excentricidad es 0,02217 y la inclinación orbital 3,633°. Emplea 1367 días en completar una órbita alrededor del Sol.